# 岸本光造
岸本 光造（きしもと みつぞう、1940年11月14日 - 2002年1月23日）は、日本の政治家。
自由民主党元衆議院議員（3期）。民主党元衆議院議員・紀の川市市長岸本健の父。

## 略歴
和歌山県那賀郡粉河町（現在の紀の川市粉河町）出身。和歌山県立粉河高等学校、神奈川大学卒業、法政大学大学院修了。京都短期大学政治学講師。
1975年（昭和50年）  和歌山県議会議員。1987年（昭和62年）5月19日 - 和歌山県議会副議長。1988年（昭和63年） -全国みかん生産府県議会議員対策協議会会長。1990年（平成2年）7月11日 - 和歌山県議会議長。
1992年（平成4年）  自由民主党県連議員総会会長。1993年（平成5年） - 第40回衆議院議員総選挙当選。1994年（平成6年） - 自由民主党政務調査会農林部会副部会長。
1996年（平成8年）、第41回衆議院議員総選挙当選。
1997年（平成9年）、第2次橋本改造内閣農林水産政務次官。2000年（平成12年） - 第42回衆議院議員総選挙当選。
議員在職中の2002年（平成14年）1月23日、消化器疾患のため、和歌山市の病院で死去した。61歳没。死没日付をもって従四位勲三等に叙され、旭日中綬章を追贈された。追悼演説は同年3月19日、衆議院本会議で二階俊博により行われた。
岸本の死去に伴う欠員補充となる和歌山2区補欠選挙は同年4月28日に実施されたが、自民党県連側が擁立した前海南市長の石田真敏と、遺族や後援会側は擁立した岸本の子息の岸本健との分裂選挙となり、石田が自民党公認、岸本健は民主党、自由党、無所属の会の推薦を得る構図となった。結果は石田が当選し、自民党は議席継承に成功したが、補選で落選した岸本健も2003年の第43回衆議院議員総選挙では民主党公認で比例近畿ブロックで復活当選し、衆議院議員を1期務めた後に落選を経て、和歌山県議会議員4期（この間に自民党へ入党）、さらに紀の川市長に転身した。